# جاده ئی۷۱ اروپا

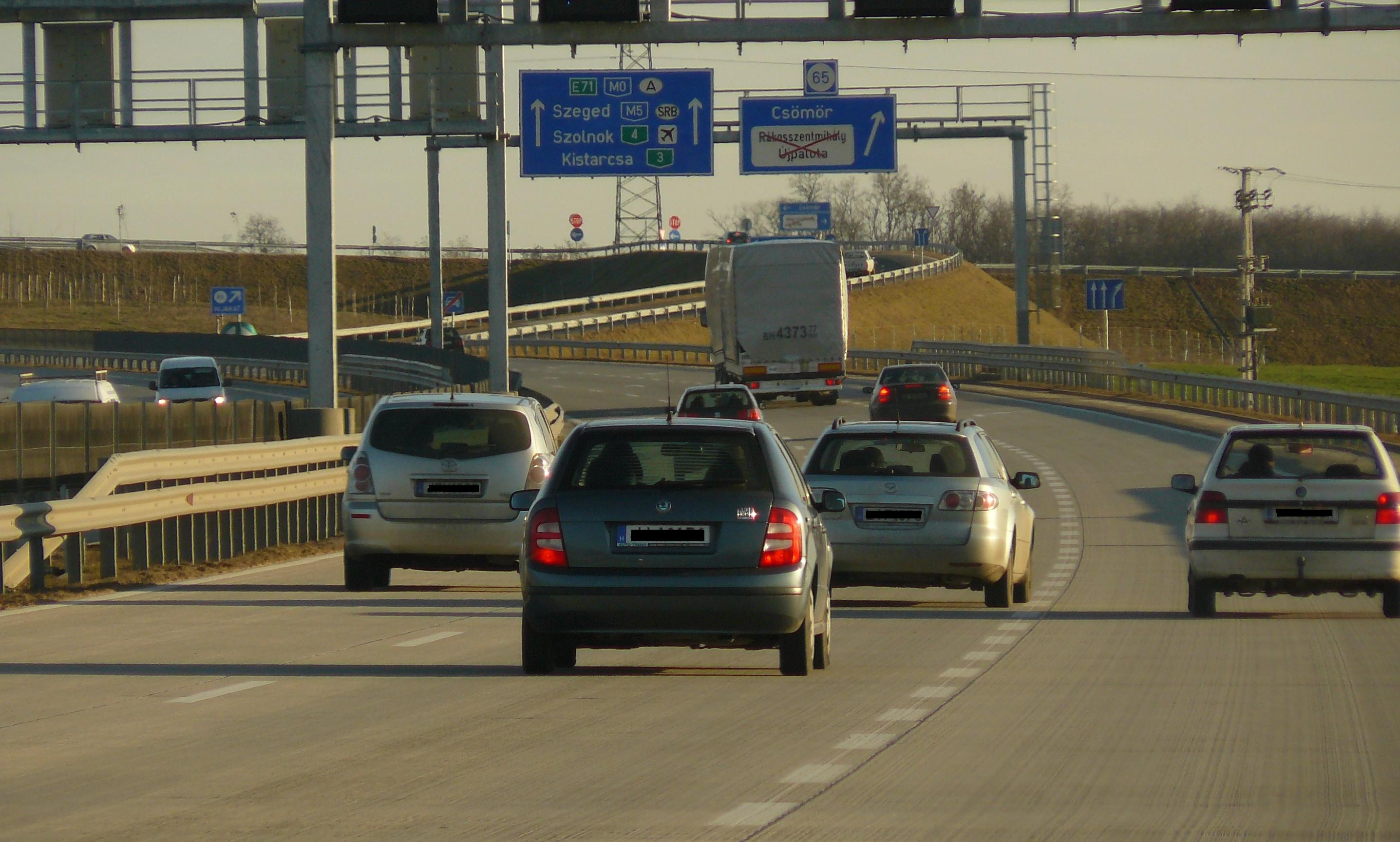
جاده ئی۷۱ اروپا در مجارستان

جاده ئی۷۱ اروپا (به انگلیسی: European route E71) یکی از جاده‌های اصلی قاره اروپا است.
این جاده که از شهر کوشیتسه (اسلواکی) شروع شده، در شهر اسپلیت (کرواسی) به پایان میرسد.